# جوني كوغلان
جوني كوغلان (بالإنجليزية: Johnny Coghlan)‏ هو لاعب كرة قدم أسترالية أسترالي، ولد في 24 أبريل 1876 في Bullarto, Victoria ‏ في أستراليا، وتوفي بنفس المكان في 21 أكتوبر 1916.

## وصلات خارجية
- جوني كوغلان على موقع AustralianFootball.com (الإنجليزية)
- جوني كوغلان على موقع AFLtables.com (الإنجليزية)